# فاوارا، سیسیل
فاوارا، سیسیل (به ایتالیایی: Favara) یک کومونه در ایتالیا است که در استان آگریجنتو واقع شده‌است.

## خصوصیات
فاوارا ۸۱٬۸۸ کیلومترمربع مساحت و ۳۲٬۷۲۱ نفر جمعیت دارد و ۳۳۸ متر بالاتر از سطح دریا واقع شده‌است.

## خواهرخوانده
شهر مدجیجا خواهرخواندهٔ فاوارا، سیسیل هست.